# Philippine av Brandenburg-Schwedt
Philippine Auguste Amalie av Brandenburg-Schwedt, född den 10 oktober 1745, död den 1 maj 1800, var en tysk lantgrevinna och genom födsel prinsessa av Preussen. Hon var 1773-1785 gift med lantgreve Fredrik II av Hessen-Kassel och från 1794 med greve Georg Ernst Levin von Wintzingerode.

## Biografi
Philippine var dotter till markgreve Fredrik Vilhelm av Brandenburg-Schwedt och prinsessan Sofia Dorothea av Preussen och tillhörde det preussiska kungahuset Hohenzollern. Hon var länge påtänkt som svensk drottning; hennes moster Lovisa Ulrika ville få henne gift med först Gustav III och sedan med Karl XIII, men dessa planer misslyckades. Gustav gifte sig 1766 med Sofia Magdalena. När detta äktenskap inte ledde till barn, planlades ett äktenskap för Karl, som skulle avla en arvinge i broderns ställe. Philippine blev då, vid sidan av Hedvig Elisabet Charlotta och Augusta av Braunschweig, utsedd till en av tre äktenskapskandidater som Karl skulle möta under sin resa i Europa 1770. Karl och Philippine ska ha blivit ömsesidigt förtjusta i varandra, och äktenskapet betraktades som avgjort i Preussen. I Sverige ogillades det dock av både tronföljaren och av mösspartiet, som var rädd för att Karl därmed skulle bli en hattpartist genom brudens kontakt till Lovisa Ulrika, och förhalade äktenskapet med hänvisning till kostnaden. Detta togs som en skymf i Preussen och omöjligjorde dessutom äktenskapet med Augusta av Braunschweig, där man betraktade det som ett löftesbrott.
Philippine gifte sig med Fredrik i Berlin 10 januari 1773. Han var 41 år äldre och änkling sedan 1772 efter sin första fru, från vilken han levt separerad sedan 1754. Hon försonade maken med hans barn från första äktenskapet, som han inte träffat sedan 1754. Philippine var en självständig kvinna som levde skild från maken med sitt eget hov; hon fick inga barn med maken, däremot en son med statsmannen Georg Ernst Levin von Wintzingerode 1777. Hon blev änka 1785 och när även von Wintzingerode 1794 blev änkeman gifte de två sig slutligen i ett morganatiskt äktenskap, samma år som denne upphöjdes till riksgreve.
Hon avled i ett slaganfall år 1800 och maken lät begrava henne i släkten Hohenzollerns familjegrav i Berliner Dom.